# Rudolf Sobek (kněz)
Rudolf Sobek (30. listopadu 1874, Bílovice u Uherského Hradiště – 10. ledna 1957) byl český římskokatolický kněz, dlouholetý spirituál zemské polepšovny v Novém Jičíně a tajný papežský komoří.
Kněžské svěcení přijal 5. července 1897. Stal se spirituálem novojičínské zemské polepšovny, jejíž chovance také vyučoval náboženství a další předměty. Kromě toho se angažoval v různých českých spolcích, byl místopředsedou Matice Palackého, která usilovala o zřízení české školy v tehdy převážně německém Novém Jičíně, a roku 1901 se stal po Janu Šrámkovi předsedou Českého katolického spolku dělnického v Novém Jičíně. V roce 1938 odešel na odpočinek a odstěhoval se do Uherského Hradiště. Dne 22. dubna 1947 jej papež Pius XII. jmenoval tajným komořím Jeho Svatosti.